# Sørbukta
Die Sørbukta (norwegisch für Südbucht) ist eine kleine Bucht an der Wostok-Küste im Süden der antarktischen Peter-I.-Insel. Sie liegt 4 km östlich des Zavodovskijbreen.
Wissenschaftler des Norwegischen Polarinstituts benannten sie 1987 nach ihrer geografischen Lage.